# Baldo Rossi
Baldo Rossi (Pioltello, 28 gennaio 1868 – Milano, 19 aprile 1932) è stato un medico e politico italiano.
Fu senatore del Regno d'Italia, nominato nel 1923 durante la XXVI legislatura e, come tutti i suoi colleghi compreso suo fratello Luigi, in carica fino al suo decesso.
Durante la prima guerra mondiale fu tra i primissimi promotori e organizzatori degli ospedali chirurgici mobili. Professore ordinario di Traumatologia all'Università degli Studi di Milano, ne divenne rettore tra il 1926 ed il 1930.
Fascista dal 1922, fu inoltre deputato provinciale milanese e poi Presidente del Consiglio provinciale di Milano per un anno fra il 1925 e il 1926. In questo ruolo, nel 1928, inviò a Mussolini una relazione per chiedere “l’esclusione dai quadri della scuola italiana” di Giuseppe Antonio Borgese.
I fratelli Rossi riposano nel Cimitero Monumentale di Milano.